# Nerio Bernardi
Nerio Bernardi (Bolonia, 23 de julio de 1899 - Roma, 12 de enero de 1971) fue un actor italiano.

## Biografía y carrera
Tras estudiar matemáticas y medicina, pasó al contrapunto y la composición, y finalmente se dedicó al teatro, haciendo negocios en 1938 con Romano Calò y Olga Solbelli, antes de pasar al mundo del cine como actor.
En 1938 interpretó el papel de Orlando en Como te gusta de Shakespeare bajo la dirección de Copeau con Massimo Pianforini, Enzo Biliotti, Sandro Ruffini, Guido Gatti, Fernando Farese, Umberto Melnati, Pierozzi, Franco Scandurra., Checco Rissone Nella Bonora, Letizia Bonini y Zoe Incrocci en Los Jardines de Boboli. En 1940 fue protagonista en Arlecchino, o Las ventanas de Ferruccio Busoni dirigida por Corrado Pavolini en el Teatro La Fenice de Venecia.
Durante la Segunda Guerra Mundial se fue a España, donde rodó, ocupándose también del doblaje, en algunas películas.
En 1952 es Bassa Selim en El rapto del Seraglio de Mozart, dirigida por Ettore Giannini en el Teatro alla Scala de Milán. A partir del mismo año, comenzó a enseñar maquillaje y comportamiento escénico en la Academia de Arte Dramático "Silvio D'Amico" en Roma.

## Muerte
Murió el 12 de enero de 1971.

## Filmografía

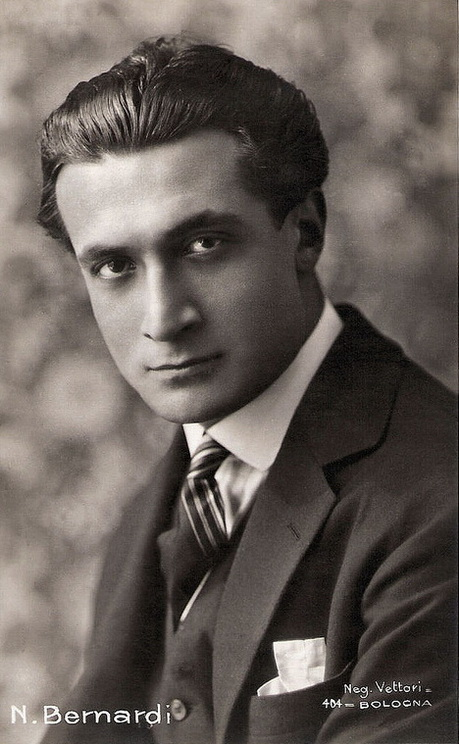
Nerio Bernardi en 1920

- Marinella, dirigida por Raimondo Scotti (1918)
- Rebus, dirigida por Alfredo Masi (1918)
- Il gorgo fascinatore, dirigida por Mario Caserini (1919)
- La casa en ruinas, dirigida por Amleto Palermi (1920)
- El molino, dirigido por Camillo De Riso (1920)
- Música profana, dirigida por Mario Caserini (1920)
- La buena hija, de Mario Caserini (1920)
- El modelo, dirigida por Mario Caserini (1920)
- Fior d'amore, de Mario Caserini (1921)
- La herencia de Caín, de Giuseppe Maria Viti (1921)
- Caterina, dirigida por Mario Caserini (1921)
- La máscara, de Ivo Illuminati (1921)
- La voz del corazón, de Mario Caserini (1921)
- Il filo d'Arianna, de Mario Caserini (1921)
- Giovanna la pallida, de Ivo Illuminati (1921)
- Una noche sin mañana, de Gian Bistolfi (1921)
- Nero de J. Gordon Edwards (1922)
- Tiempo máximo, de Mario Mattoli (1934)
- Teresa Confalonieri, dirigida por Guido Brignone (1934)
- Porto, dirigida por Amleto Palermi (1935)
- Fiat voluntas Dei, dirigida por Amleto Palermi (1937)
- Rey del dinero, de Enrico Guazzoni (1936)
- El corsario negro, de Amleto Palermi (1937)
- ¡Mil kilómetros por minuto!, dirigida por Mario Mattoli (1939)
- Una lámpara en la ventana, de Gino Talamo (1940)
- Antonio Meucci, dirigida por Enrico Guazzoni (1940)
- Fedora, dirigida por Camillo Mastrocinque (1942)
- Juego peligroso, de Nunzio Malasomma (1942)
- La pantera negra, de Domenico Gambino (1942)
- La máscara y el rostro, de Camillo Mastrocinque (1942)
- La fábrica de lo inesperado, dirigida por Jacopo Comin (1942)
- Corresponsales especiales, de Romolo Marcellini (1943)
- Pequeña princesa de Tullio Gramantieri (1943)
- Barrios altos, de Mario Soldati (1945)
- La dama de las camelias, de Carmine Gallone (1947)
- Blood Law, dirigida por Luigi Capuano (1947)
- ¡Adiós papá!, dirigida por Camillo Mastrocinque (1947)
- Cuore, dirigida por Duilio Coletti (1948)
- El grito de la tierra, de Duilio Coletti (1948)
- Adán y Eva, de Mario Mattoli (1949)
- El hijo de d'Artagnan dirigida por Riccardo Freda (1949)
- Capitan Demonio, dirigida por Carlo Borghesio (1949)
- Totò busca esposa, dirigida por Carlo Ludovico Bragaglia (1950)
- Los cadetes de Gascuña, de Mario Mattoli (1950)
- El portador de pan, de Maurice Cloche (1950)
- Es más fácil que un camello ... , dirigida por Luigi Zampa (1950)
- ¡Ganamos! de Robert Adolf Stemmle (1950)
- Bellezas en bicicleta, dirigida por Carlo Campogalliani (1951)
- Made 13, dirigida por Carlo Manzoni (1951)
- Los falsificadores, dirigida por Franco Rossi (1951)
- Free Exit, dirigida por Duilio Coletti (1951)
- Licencia de premio, dirigida por Max Neufeld (1951)
- Core 'ngrato, de Guido Brignone (1951)
- La gran renuncia, dirigida por Aldo Vergano (1951)
- Fanfan la Tulipe, de Christian-Jaque (1952)
- Solo para ti Lucia, dirigida por Franco Rossi (1952)
- Detengan a todos ... ya voy!, dirigida por Sergio Grieco (1953)
- La Avenida de la Esperanza, dirigida por Dino Risi (1953)
- La mano del extraño, de Mario Soldati (1953)
- Si gano cien millones, dirigida por Carlo Campogalliani y Carlo Moscovini (1953)
- ¡Condenadlo!, dirigida por Luigi Capuano (1953)
- Theodora, dirigida por Riccardo Freda (1954)
- El doctor loco, de Mario Mattoli (1954)
- Somos hombres o corporales, de Camillo Mastrocinque (1955)
- Altair, dirigida por Leonardo De Mitri (1955)
- El rival, de Anton Giulio Majano (1955)
- Totò all'ferno, de Camillo Mastrocinque (1955)
- Serenata a Maria, dirigida por Luigi Capuano (1957)
- Sonrisas y canciones, dirigida por Luigi Capuano (1958)
- Caterina Sforza, la leona de Romaña, dirigida por Giorgio Walter Chili (1959)
- Los Reales de Francia, de Mario Costa (1959)
- La larga noche del 43, dirigida por Florestano Vancini (1960)
- Una canción en el desierto, de Marino Girolami (1960)
- Los cosacos, dirigida por Giorgio Rivalta y Viktor Turžanskij (1960)
- El vigilante, de Luigi Zampa (1960)
- La guerra de Troya, de Giorgio Ferroni (1961)
- Le baccanti, dirigida por Giorgio Ferroni (1961)
- Totò contra Maciste, dirigida por Fernando Cerchio (1962)
- El Zorro en la corte de España, dirigida por Luigi Capuano (1962)
- Julio César, el conquistador de la Galia (1963)
- Hércules contra Moloch, dirigida por Giorgio Ferroni (1963)
- El Zorro y los tres mosqueteros, de Luigi Capuano (1963)
- El invencible caballero enmascarado, de Umberto Lenzi (1963)
- Coriolano, un héroe sin patria, de Giorgio Ferroni (1964)
- La venganza de los gladiadores, de Luigi Capuano (1964)
- Samson Against the Black Corsair, dirigida por Luigi Capuano (1964)
- La montaña de la luz, dirigida por Umberto Lenzi (1965)
- Las noches de violencia, de Roberto Mauri (1966)
- El santo apunta, de Christian-Jaque (1966)
- El magnífico tejano, de Luigi Capuano (1967)
- Se busca Johnny Texas, de Emimmo Salvi (1967)
- Saving Face, de Rossano Brazzi (1969)
- Los tigres de Mompracem, de Mario Sequi (1970)
- Coralba, dirigida por Daniele D'Anza (1970, miniserie de televisión).

## Doblaje
- Donald Crisp en Qué verde era mi valle
- Cedric Hardwicke en El sospechoso
- Carl Frank en La dama de Shanghai
- Basil Rathbone en La marca del Zorro.